# Johannes Vinther
Johannes Larsen Vinther (Nørre Broby, Faaborg-Midtfyn, Dinamarca Meridional, 5 de gener de 1893 – Oure, Svendborg, Dinamarca Meridional, 24 de maig de 1968) va ser un gimnasta artístic danès que va competir a començaments del segle xx.
El 1912 va prendre part en els Jocs Olímpics d'Estocolm, on va guanyar la medalla de plata en el concurs per equips, sistema suec del programa de gimnàstica.